# Liborina (ort)
Liborina är en ort i Colombia.   Den ligger i departementet Antioquía, i den nordvästra delen av landet, 300 km nordväst om huvudstaden Bogotá. Liborina ligger 699 meter över havet och antalet invånare är 2 373.
Terrängen runt Liborina är bergig österut, men västerut är den kuperad. Liborina ligger nere i en dal. Runt Liborina är det ganska glesbefolkat, med 26 invånare per kvadratkilometer. Närmaste större samhälle är Antioquia, 13,5 km söder om Liborina. I omgivningarna runt Liborina växer i huvudsak städsegrön lövskog.